# Dagens Muslim
Dagens Muslim är en månatlig tidning som bland annat behandlar frågor kring islam, den muslimska kvinnans roll i samhället, integration, rasism och hat, extremism och radikalism och Imam Ali Islamic Centers (IAC) aktiviteter. Tidningen finns på webben och som papperstidning. I december år 2016 publicerades det första numret i tidningen Dagens Muslim. Idag kan man prenumerera på den kostnadsfritt. Tidningen har intervjuat flera viktiga personer i samhället såsom politiker och akademiker. Dagens Muslim ägs av IAC.